# Nemzeti SC
El Nemzeti SC fue un equipo de fútbol de Hungría que jugó en la NB1, la primera división de fútbol en el país.

## Historia
Fue fundado en el año 1906 en la capital Budapest por un grupo de disidentes del Budapesti TC como un equipo multideportivo con secciones en atletismo, tenis de mesa, boxeo, natación y esgrima.
En la temporada 1908/09 es campeón de la NB2 y logra el ascenso a la NB1 por primera vez, y en su primera temporada en primera división termina en tercer lugar, y permanecieron en la primera categoría las siguientes tres temporadas hasta que descienden en la temporada 1913/14.
En la temporada 1935/36 es campeón de la NB2 y regresa a la primera división tras más de 20 años de ausencia y termina en cuarto lugar en su año de retorno. Permanecieron por tres temporadas hasta que descienden en la temporada 1939/40 al terminar en último lugar con solo cuatro puntos y tres años después desaparece a causa de la Segunda Guerra Mundial.
El club es refundado en 1945 luego de que finalizara la guerra en la NB1 donde terminó en último lugar con solo cinco puntos, y después de esa temporada el club quedó inactivo hasta 1957, último año en el que jugó ya que la sección de fútbol cierra operaciones para centrarse en las otras secciones deportivas.
El club participó un total de 21 temporadas en la NB1.

## Nombres
- 1906-1926: Nemzeti Sport Club
- 1926-1931: Nemzeti Sportkedvelők Clubja
- 1931-1940: VII. ker. Nemzeti Sportkedvelők Köre
- 1931: Se fusiona con el Terézvárosi TC
- 1940-1942: Nemzeti Sport Club
- 1942-1945: Inactivo
- 1945: Nemzeti Sport Club
- 1945-1957: Inactivo
- 1957: Nemzeti Sport Club

## Palmarés
- NB2: 2

1908/09, 1935/36

## Jugadores

### Jugadores destacados
En negrita aparecen los que fueron seleccionados nacionales.
| - Sándor Ádám - Miklós Balogh - Béla Bartos - Béla Bihámy - Sándor Bodnár - Lajos Buza - Gyula Csikós - Gyula Feldmann - László Fenyvesi - Károly Finta - Károly Gallina - Dezso Gencsy - József Győri - György Hlavay - György Hóri - Ferenc Horváth - Lipót Kanyaurek - József Kautzky - Vilmos Kertész - Janós Kisalagi | - Lajos Korányi - Elemér Kovács - Zoltán Opata - Izidor Rázsó - Gyula Rémay - Janós Rémay - Illés Spitz - István Szalay - Oszkár Szendrő - József Sztancsik - István Tóth Potya - József Vágó - Béla Volentik - Ferenc Weinhardt |